# Schwanengesang

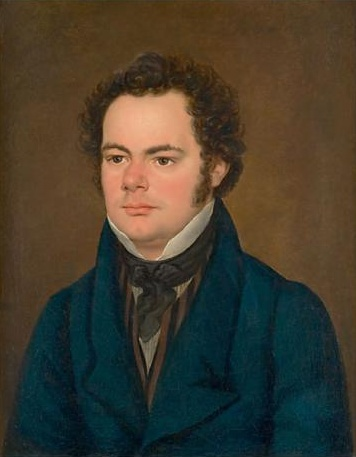
Schubert

Schwanengesang (svenska Svanesång), (D 957) är en sångsamling av Franz Schubert. Schubert skrev sångerna under augusti till oktober 1828. Samlingen innehåller sånger till texter av Ludwig Rellstab, Heinrich Heine samt en av Johann Gabriel Seidl. Eftersom det handlar om en av Schuberts allra sista stora kompositioner, fick den postumt publicerade samlingen följaktligen namnet Svanesång, en traditionell beteckning för en konstnärs sista verk.
Sångsamlingen sammanställdes av Schuberts förläggare Haslinger ett år efter tonsättarens död. Eftersom Schuberts manuskript innehåller alla tretton sångerna i en följd, talar det mesta för att han verkligen tänkt sig det som en sammanhängande sångcykel. Å andra sidan hade Schubert erbjudit en annan förläggare att ge ut de sex Heine-sångerna separat, varför man åtminstone kan betrakta Rellstab- och Heine-sångena som fristående grupper i samlingen. Det var heller inte Schuberts idé att lägga in Seidl-sången Die Taubenpost, utan det gjorde förläggaren Haslinger på eget bevåg.

## Innehåll
1. Liebesbotschaft (Ludwig Rellstab)
2. Kriegers Ahnung (Ludwig Rellstab)
3. Frühlingssehnsucht (Ludwig Rellstab)
4. Ständchen (Ludwig Rellstab)
5. Aufenthalt (Ludwig Rellstab)
6. In der Ferne (Ludwig Rellstab)
7. Abschied (Ludwig Rellstab)
8. Der Atlas (Heinrich Heine)
9. Ihr Bild (Heinrich Heine)
10. Das Fischermädchen (Heinrich Heine)
11. Die Stadt (Heinrich Heine)
12. Am Meer (Heinrich Heine)
13. Der Doppelgänger (Heinrich Heine)
14. Die Taubenpost (alternativ: D 965a) (Johann Gabriel Seidl)